# Circuit Bancaixa 10/11
La XX Lliga Professional d'Escala i Corda del Circuit Bancaixa és el torneig cimera de la pilota valenciana en la modalitat d'Escala i corda celebrada entre els anys 2010 i 2011 i organitzada per ValNet.
La competició consisteix en 4 fases: En la primera s'enfronten els 10 equips, tots contra tots, quedant-ne eliminats els quatre pitjors. En la segona es repeteix la lligueta, i en queden fora altres dos. Els quatre equips restants són emparellats i juguen les semifinals i la gran final.
Aquesta edició recuperà la fórmula de convinar equips formats per tres jugadors (escalater, mitger i punter) i formats per dos (escalater i mitger) jugadors, fórmula abandona a l'edició 07/08.

## Regles específiques
La 20a Lliga del Circuit Bancaixa compta amb les següents regles particulars, ja emprades en la temporada anterior:
- Puntuació: L'equip guanyador suma 3 punts en la 1a i 2a fase, excepte si el rival arriba a 50 al marcador, llavors el guanyador rep 2 punts, i el perdedor 1 punt.
- Pilotes parades: La pilota que vaja a l'escala del rest, sense haver botat a terra, és parada.
- Tamborí: La pilota que bote al tamborí i puge a la galeria és quinze de l'equip que l'hi ha llançada.
- Reserves: El jugador reserva que jugue més del 50% de les partides d'una fase, en jugarà la resta. Així mateix, el jugador reserva que jugue meś del 50% de les partides amb un equip en serà membre titular.

## Equips
| - Ajuntament de Pedreguer - Mas y Mas - Miguel i Dani - Ajuntament de València - Víctor, Salva i Canari - Ajuntament de Sagunt - Colau, Raül II i Héctor - Ajuntament d'Alcàsser - Pedro, Jesús i Herrera - Ajuntament de Benidorm - León, Nacho i Tino |  | - Ajuntament de Sueca - Adrián I, Grau i Solaz - Ajuntament de Vila-real - Núñez, Tato i Santi - Ajuntament de Calp - Genovés II i Sarasol II - Ajuntament de Dénia - Álvaro i Fèlix - Ajuntament de Massamagrell - Soro III i Javi |

### Jugadors reserva
- Escalaters: Cervera, Fageca, Primi, Puchol II i Santi II.

- Mitgers: Melchor i Pere

- Punters: Héctor II, Colau II, Tomàs II, Carlos II i Pedrito

### Feridors
- Aragó, Oltra i Pedrito

## Resultats

### 1a Fase
| Data     | Trinquet                         | Equip                   | Equip                     | Resultat |
| -------- | -------------------------------- | ----------------------- | ------------------------- | -------- |
| 14/11/10 | Ciutat de la Pilota de Montcada  | Soro III i Javi         | Álvaro i Fèlix            | 60-40    |
| 15/11/10 | La Pobla de Vallbona             | Colau, Raül II i Héctor | Adrián I, Melchor i Solaz | 60-55    |
| 16/11/10 | Tio Pena de Massamagrell         | Núñez, Tato i Santi     | Pedro, Jesús i Herrera    | 60-25    |
| 17/11/10 | Nou Trinquet de Guadassuar       | Genovés II i Sarasol II | Miguel i Dani             | 60-35    |
| 19/11/10 | Eusebio de Sueca                 | Pedro, Jesús i Herrera  | Adrián I, Melchor i Solaz | 20-60    |
| 20/11/10 | Pelayo de València               | Miguel i Dani           | León, Nacho i Tino        | 60-55    |
| 21/11/10 | Comarcal de Sagunt               | Víctor, Salva i Canari  | Colau, Raül II i Héctor   | 30-60    |
| 23/11/10 | Tio Pena de Massamagrell         | Soro III i Javi         | Genovés II i Sarasol II   | 60-30    |
| 24/11/10 | Nou Trinquet de Guadassuar       | Álvaro i Fèlix          | Pedro, Jesús i Herrera    | 60-30    |
| 24/11/10 | Salvador Sagols de Vila-real     | Miguel i Dani           | Núñez, Tato i Santi       | 40-60    |
| 26/11/10 | El Genovés                       | León, Nacho i Tino      | Víctor, Salva i Canari    | 60-40    |
| 27/11/10 | Pla de l'Arc de Llíria           | Pedro, Jesús i Herrera  | Colau, Raül II i Héctor   | 40-60    |
| 27/11/10 | El Rovellet de Dénia             | Núñez, Tato i Santi     | Adrián I, Melchor i Solaz | 60-30    |
| 30/11/10 | Alcalde Pérez Devesa de Benidorm | León, Nacho i Tino      | Colau, Raül II i Héctor   | 50-60    |
| 01/12/10 | Nou Trinquet de Guadassuar       | Soro III i Javi         | Núñez, Tato i Santi       | 30-60    |
| 03/12/10 | Salvador Sagols de Vila-real     | Genovés II i Sarasol II | Álvaro i Fèlix            | 60-45    |
| 04/12/10 | Pelayo de València               | Víctor, Salva i Canari  | Adrián I, Melchor i Solaz | 60-40    |
| 04/12/10 | Pedreguer                        | Miguel i Dani           | Soro III i Javi           | 60-50    |
| 05/12/10 | Benissa                          | Núñez, Tato i Santi     | Colau, Raül II i Héctor   | 60-50    |
| 06/12/10 | Bellreguard                      | Genovés II i Sarasol II | León, Nacho i Tino        | 60-35    |
| 08/12/10 | El Nel de Murla                  | Miguel i Dani           | Álvaro i Fèlix            | 25-60    |
| 08/12/10 | Nou Trinquet de Guadassuar       | Soro III i Javi         | Adrián I, Melchor i Solaz | 60-45    |
| 10/12/10 | El Genovés                       | Genovés II i Sarasol II | Pedro, Jesús i Herrera    | 40-60    |
| 11/12/10 | Pelayo de València               | León, Nacho i Tino      | Núñez, Tato i Santi       | 50-60    |
| 11/12/10 | Pedreguer                        | Álvaro i Fèlix          | Víctor, Salva i Canari    | 60-45    |
| 19/12/10 | El Rovellet de Dénia             | Víctor, Salva i Canari  | Pedro, Jesús i Herrera    | 60-30    |
| 22/12/10 | Salvador Sagols de Vila-real     | León, Nacho i Tino      | Adrián I, Melchor i Solaz | 60-50    |
| 23/12/10 | Pelayo de València               | Álvaro i Fèlix          | Colau, Raül II i Héctor   | 60-45    |
| 26/12/10 | Xàbia                            | Soro III i Javi         | Víctor, Salva i Canari    | 35-60    |
| 27/12/10 | Alginet                          | Miguel i Dani           | Pedro, Jesús i Herrera    | 60-45    |
| 29/12/10 | Nou Trinquet de Guadassuar       | Soro III i Javi         | Colau, Raül II i Héctor   | 60-45    |
| 30/12/10 | Pelayo de València               | Cervera, Tato i Santi   | Víctor, Salva i Canari    | 40-60    |
| 02/01/11 | Comarcal de Sagunt               | Soro III i Javi         | Pedro, Jesús i Herrera    | 60-35    |
| 04/01/11 | Alcalde Pérez Devesa de Benidorm | Miguel i Dani           | Adrián I, Melchor i Solaz | 60-30    |
| 05/01/11 | Salvador Sagols de Vila-real     | Álvaro i Fèlix          | León, Nacho i Tino        | 30-60    |
| 05/01/11 | Nou Trinquet de Guadassuar       | Genovés II i Sarasol II | Víctor, Salva i Canari    | 60-50    |
| 07/01/11 | El Genovés                       | Miguel i Dani           | Colau, Raül II i Héctor   | 60-25    |
| 08/01/11 | Pedreguer                        | Álvaro i Fèlix          | Santi II, Melchor i Solaz | 60-40    |
| 09/01/11 | Alcàsser                         | León, Nacho i Tino      | Pedro, Jesús i Herrera    | 60-30    |
| 09/01/11 | Benissa                          | Genovés II i Sarasol II | Núñez, Tato i Santi       | 55-60    |
| 13/01/11 | Bellreguard                      | Genovés II i Sarasol II | Colau, Raül II i Héctor   | 60-55    |
| 14/01/11 | Eusebio de Sueca                 | Fageca i Javi           | León, Nacho i Tino        | 25-60    |
| 15/01/11 | Pedreguer                        | Miguel i Dani           | Víctor, Salva i Canari    | 60-40    |
| 15/01/11 | Pelayo de València               | Álvaro i Fèlix          | Núñez, Tato i Santi       | 30-60    |
| 16/01/11 | El Rovellet de Dénia             | Carlos i Sarasol II     | Santi II, Melchor i Solaz | 40-60    |